# Вирит
Вирит или Острва Виргини (рус. Острова Виргины; фин. Viirit) два су малена ненасељена руска острва у источном делу акваторије Финског залива Балтичког мора. Острва административно припадају Кингисепшком рејону Лењинградске области. Острва се налазе на око 12 km југозападно од Гогланда и на готово истом растојању од острва Родшер на западу. Острва Виргини чине два малена острва, Северно (Лансивири) и Јужно (Идавири) међусобно удаљена око 1,9 km, укупне површине свега око 4 хектара.
На северном острву налази се светионик висине 13 m, док се на Јужном острву налази кружни лавиринт направљен од крупнијег камења. Лавиринт се налази на висини од 4 метра, познат је под именом „Париз”, а назив вероватно потиче од шведске речи paris која означава парохију, односно црквени посед.